# Malephora lutea
Malephora lutea är en isörtsväxtart som först beskrevs av Adrian Hardy Haworth, och fick sitt nu gällande namn av Schwant. Malephora lutea ingår i släktet Malephora och familjen isörtsväxter. Inga underarter finns listade i Catalogue of Life.

## Bildgalleri

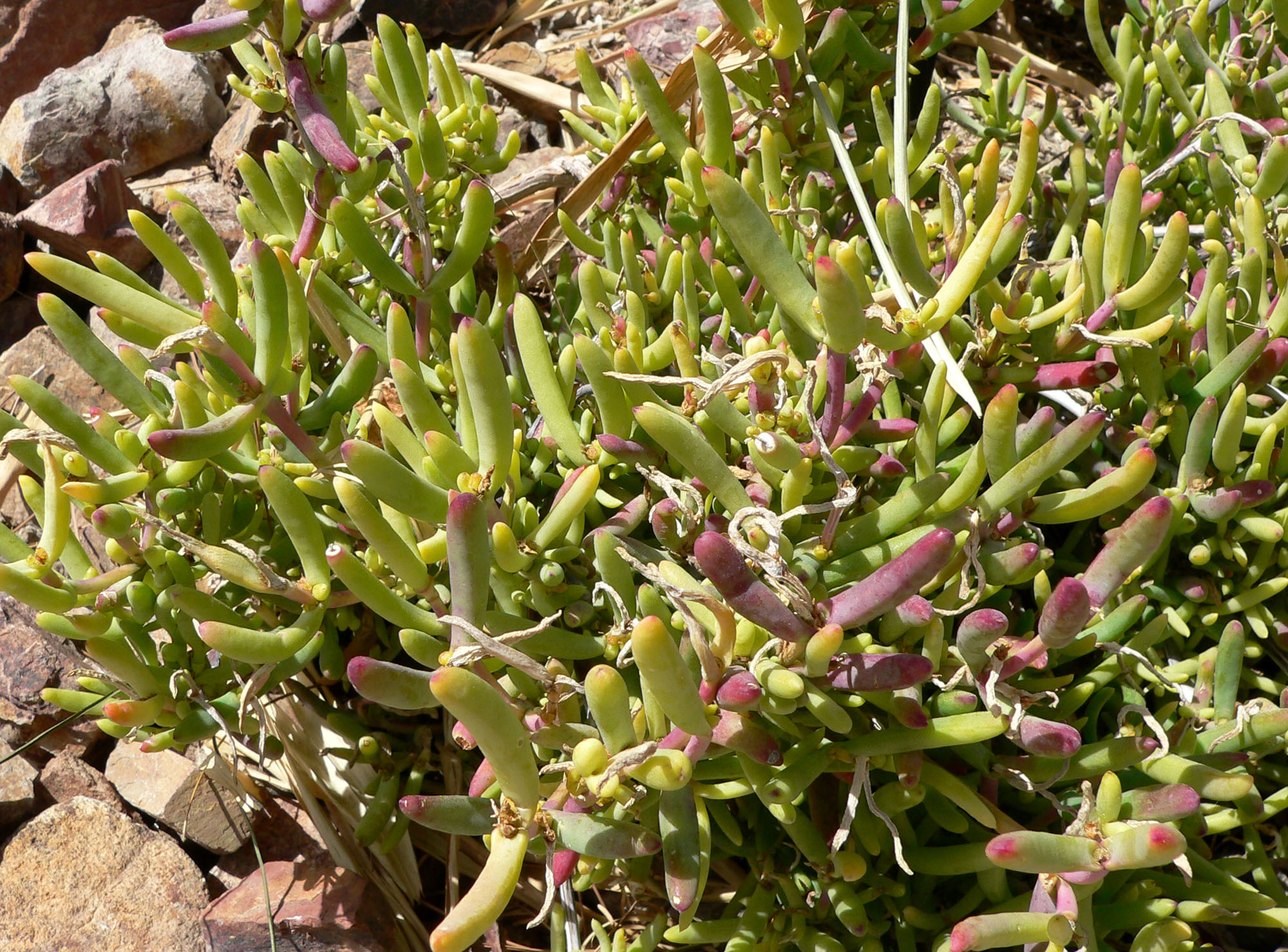
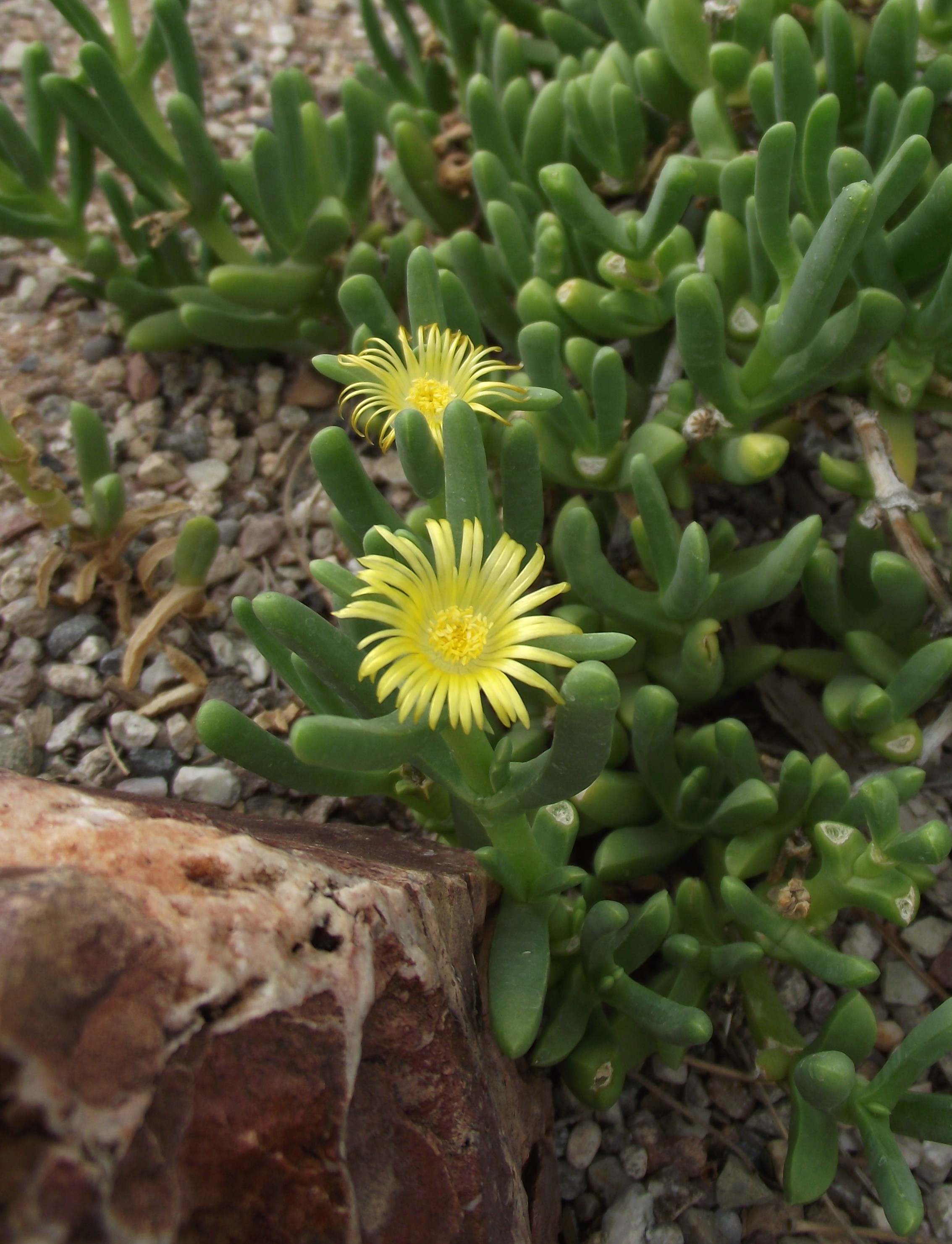
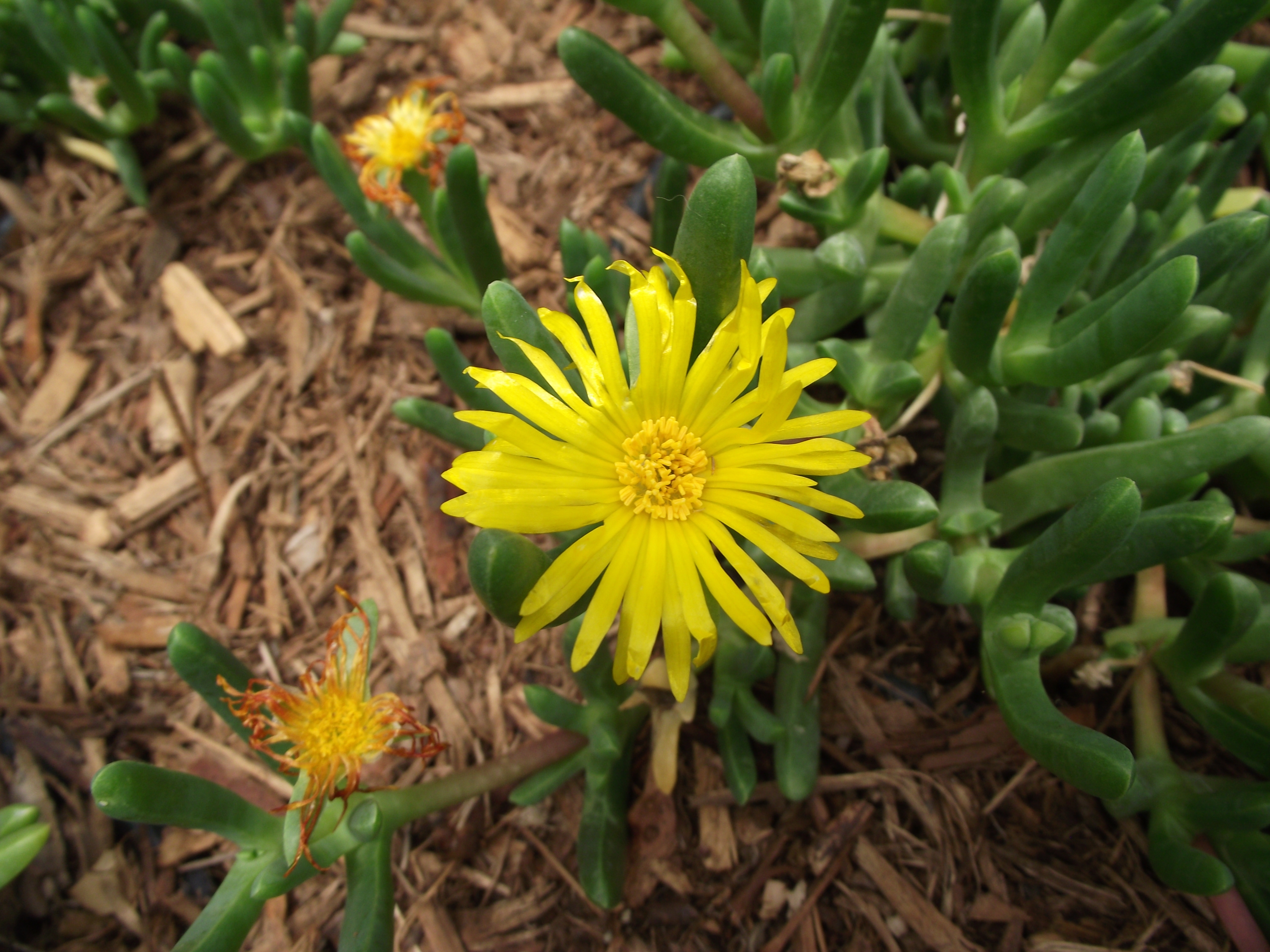